# 宇宙遊詠
『宇宙遊詠』（うちゅうゆうえい）は、光GENJIの初の企画アルバム。1993年12月8日（水曜日）にポニーキャニオンから発売された。

## 解説
1～4曲目は「アーヘナコプフ・ダミーヘッドマイク」という人の頭型の特殊なマイクで収録しており、イヤホンまたはヘッドフォンで聴くと耳元でメンバーが歌っているような臨場感が味わえる。
2曲目の「AMUSEMENT PARK ILLUSION」は楽曲では無く、西武園ゆうえんちで収録された「メンバーとデート」をテーマにメンバー達が一方的に喋る内容になっており、かなりリアルな「デートごっこ」を味わえる。録音には企画提案者である当時のエンジニアが自ら参加している。

## 収録曲
- 全編曲：米光亮（#2は除く）

1. DAY OF CHRISTMAS (a cappella)
作詞・作曲：JAKE. H. CONCEPCION
2. AMUSEMENT PARK ILLUSION
Sound Effect 収録協力 西武園ゆうえんち
  - 前説（内海）→諸星→寛之→大沢→赤坂→山本→敦啓→内海→後説（内海）
  - 「メンバーと西武園でデート」的内容で、殆どのメンバーが絶叫マシンを選択するので途中音量に注意。
3. DAY OF CHRISTMAS
作詞・作曲：JAKE. H. CONCEPCION
4. 雪色のピアス
作詞：津田りえこ、作曲：和泉常寛
2002年に発売されたベスト・アルバム『光GENJI All Songs Request』にも収録された。
2025年ゲートインミュージックよりカバー作品が発売されている。
5. 正しい冬の過ごし方
作詞：三浦徳子、作曲：山口美央子
6. KISS
作詞：山本秀行、作曲：岡本朗